# Super Timor
 (mai 2016).
Si vous disposez d'ouvrages ou d'articles de référence ou si vous connaissez des sites web de qualité traitant du thème abordé ici, merci de compléter l'article en donnant les références utiles à sa vérifiabilité et en les liant à la section « Notes et références ».
Pour les articles homonymes, voir Timor (homonymie).
Super Timor est une marque d'insecticides ivoirienne produite par SOFACO. Il sert à tuer les insectes. Originellement diffusé en Côte d’Ivoire, sa pub a fait le buzz dans le pays ainsi qu'à l'étranger, du Brésil jusqu'à la Pologne.

## Spot publicitaire
En 1986, un spot publicitaire de 30 s réalisé par Étienne Chatiliez a été diffusé à la télévision en Côte d'Ivoire. Il montre, sur fond de musique reggae, trois hommes assis sur un canapé essayant de tuer des moustiques en se donnant des claques. Après une dizaine de secondes, un autre homme arrive avec une bombe aérosol  miraculeuse de Super Timor, qui tue les moustiques sans puer.
Ce spot est un classique de la Nuit des publivores[réf. nécessaire]. Il a été parodié, remixé, détourné de nombreuses fois.